# Étienne Mougeotte
Pour les articles homonymes, voir Mougeotte.
Étienne Mougeotte est un journaliste et dirigeant de médias français, né le 1er mars 1940 à La Rochefoucauld (Charente) et mort le 7 octobre 2021 à Paris 15e.
Considéré comme un journaliste marquant du paysage audiovisuel français au cours de ses cinquante années de carrière, il est notamment vice-président du groupe TF1 et directeur d'antenne de la chaîne française TF1 de 1987 à 2007 aux côtés de Patrick Le Lay, directeur des rédactions du Figaro de 2008 à 2012 et directeur général de Radio Classique de 2012 à 2018. Les médias qu'il dirige (Europe 1, Le Journal du dimanche, Télé 7 jours, TF1) se signalent souvent par une augmentation de leur audience jusqu'à être parfois premiers de leurs secteurs sur le plan commercial.
De 2015 à 2020, il est en outre un des actionnaires principaux et le président du groupe Valmonde, comprenant notamment le magazine hebdomadaire Valeurs actuelles.

## Biographie

### Jeunesse et études
Étienne Mougeotte naît le 1er mars 1940 pendant la drôle de guerre, d’un père inspecteur à la SNCF et d’une mère au foyer, qui se sont réfugiés en Charente. Il est l’aîné d’une fratrie de trois frères et sœurs. Son père meurt quand il a 18 ans, ce qui oblige sa mère à chercher un travail. 
Boursier, Étienne Mougeotte est élève en hypokhâgne au lycée Henri-IV à Paris ; puis il prépare le concours d’entrée à l’ENA à Sciences Po (1962, section Service Public) où il est vice-président de l'UNEF, chargé de l'international, un des plus importants syndicats étudiants,
. Il se situe alors dans l'opposition au président Charles de Gaulle, tout en étant « anti marxiste ». Cette expérience de syndicaliste où la « langue de bois » est de rigueur le conduit à préférer le journalisme à la carrière politique. Il complète sa formation de journaliste à l'Institut français de presse, toujours à Paris. Pendant ses loisirs, il est joueur de basket-ball universitaire où il côtoie Lionel Jospin,.

### Début de carrière dans l'audiovisuel
Étienne Mougeotte commence sa carrière au quotidien Paris-Normandie, avant de rejoindre rapidement France Inter en 1967, comme reporter puis correspondant à Beyrouth, notamment pendant son service militaire en tant que coopérant à la radio libanaise,. La période est très agitée dans la région et il continue à faire des piges pour France Inter, en particulier pendant la guerre des Six Jours. Il travaille ensuite brièvement à Europe 1, comme présentateur des journaux, après Mai 68. En 1969, il rejoint l'ORTF, comme rédacteur en chef adjoint du journal de la première chaîne. Il y présente, à compter de novembre 1972, le journal télévisé intitulé Information Première, en alternance avec Philippe Gildas. De 1972 à 1973, il travaille pour RTL, avant de revenir à Europe 1 en 1974, où il devient rédacteur en chef puis directeur de l'information jusqu'en 1981 après l'élection de François Mitterrand.
À partir de 1981, il prend en charge le pôle Médias au sein du groupe Matra-Hachette dirigé par Jean-Luc Lagardère. Il devient rédacteur en chef du Journal du dimanche puis de Télé 7 jours de 1984 à 1987, les deux hebdomadaires étant des filiales du groupe,.

### Vice-président du groupe TF1
En 1987, Étienne Mougeotte entre à TF1 que vient d'acheter le groupe Bouygues (le groupe Lagardère, au sein duquel il travaillait, avait lui aussi tenté d'acheter la première chaîne). Il devient rapidement le vice-président du groupe TF1 et le directeur d'antenne de la chaîne TF1 à partir de 1989.
Le duo qu'il forme avec Patrick Le Lay, PDG du groupe, est considéré comme l'artisan du succès de la chaîne pendant les décennies 1990 et 2000, durant lesquelles la chaîne réalise chaque année plus de 30 % voire 40 % des audiences annuelles et représente à elle seule plus de 50 % des revenus publicitaires à la télévision. C'est dans cette période qu'il remarque et embauche de nombreux présentateurs devenus des visages de la Une (Nikos Aliagas, Arthur, Christophe Dechavanne, Jean-Luc Reichmann, etc.) et met à l'antenne de plusieurs émissions à succès (Ciel, mon mardi !, Coucou c'est nous !, Star Academy, À prendre ou à laisser, Qui veut gagner des millions ?, Perdu de vue, etc.). Certaines sont cependant critiquées pour appartenir à la télé-réalité voire à la « télé-poubelle » (Y a que la vérité qui compte, Secret Story, L'Île de la tentation, etc.). Jean-Claude Dassier explique : « Ce type a d'abord une perception fine et juste de la société française. Il a construit la grille des programmes de TF1 pour le public, pas pour lui. Il aime la musique classique mais n'a jamais proposé d'en mettre en prime time sur TF1 ». Ses qualités professionnelles et journalistiques sont généralement et assez unanimement reconnues par ses anciens collaborateurs comme par ses concurrents,.
Il est aussi président de LCI, la chaîne d'information en continu du groupe TF1, de la création de la chaîne en 1994 à 2007. Il lance d'ailleurs lui-même la chaîne le 24 juin 1994 à 20 h 30, depuis le journal de 20 h de Claire Chazal sur TF1 dont il était l'invité. Enfin, à partir de 2006, il est vice-président et membre du conseil de surveillance de la chaîne d'information internationale France 24, détenue à parts égales[pas clair] avec France Télévisions.
Mais fin 1987, il est victime d'un cancer de la gorge, dont il guérit vers 1990, avec quelques séquelles sur sa voix.

### Fin de carrière dans la presse écrite
Étienne Mougeotte annonce en avril 2007 qu'il quitte ses fonctions à TF1 à la fin de l'année pour devenir consultant en communications,. Il conserve cependant une fonction de conseiller auprès de Nonce Paolini, nommé en mai 2007 directeur général du groupe TF1, en remplacement de Patrick Le Lay.
En août 2007, Étienne Mougeotte rejoint Le Figaro Magazine, supplément hebdomadaire du quotidien Le Figaro et en novembre 2007, il devient directeur des rédactions du groupe Le Figaro, succédant à Nicolas Beytout. Il rejoint parallèlement à partir du 2 décembre 2007 l'équipe des intervieweurs de l'émission Le Grand Jury RTL-LCI-Le Figaro.
En 2012, il prend part au groupe informel réuni autour de Jean-René Fourtou et promouvant la candidature de Nicolas Sarkozy à sa réélection à la présidence de la République[source insuffisante]. En juillet de la même année, en raison de la défaite de ce dernier face à François Hollande, il quitte ses fonctions de directeur des rédactions du Figaro, où il est remplacé par Alexis Brézet,.
Le même mois, il est brièvement consultant pour la chaîne TVous la télédiversité (qui devient six mois plus tard Numéro 23).
Le 12 décembre 2012, il est nommé directeur général de la station Radio Classique (au sein du groupe Les Échos), fonction qu'il exerce jusqu’au 1er mars 2018.
En 2015, avec Iskandar Safa et Charles Villeneuve, il rachète au groupe Pierre Fabre le groupe Valmonde, dont fait partie l'hebdomadaire de droite Valeurs actuelles.

### Opinions politiques
D'abord engagé à gauche et à l'UNEF durant sa jeunesse, Étienne Mougeotte est mis à l'écart de l'ORTF pour cette raison par le pouvoir pompidolien. Il indique avoir rompu avec la gauche lors de la signature du programme commun en 1972 et devient un partisan de Valéry Giscard d'Estaing, d'où son éviction d'Europe 1 après la victoire de François Mitterrand en 1981. Le Journal du dimanche, qu'il dirige ensuite, s'oppose au projet de loi Savary en 1984. TF1 est fréquemment décrite comme une chaîne penchant à droite pendant la période Le Lay-Mougeotte, notamment favorable à Édouard Balladur en 1995 puis à Nicolas Sarkozy en 2007.
En 2012, le Huffington Post l’a considéré comme un éditorialiste de droite. C'est en raison de son soutien appuyé en faveur du président sortant Nicolas Sarkozy que François Hollande refuse toute interview par Le Figaro pendant la campagne présidentielle de 2012. Après son élection, il aurait réclamé son départ à Serge Dassault, propriétaire du journal et du constructeur aéronautique Dassault Aviation, entreprise dépendant fortement de la commande publique,.

### Autres activités
Étienne Mougeotte a été enseignant au sein de l'école de journalisme de Sciences Po Paris en tant que professeur associé[source insuffisante].

### Mort

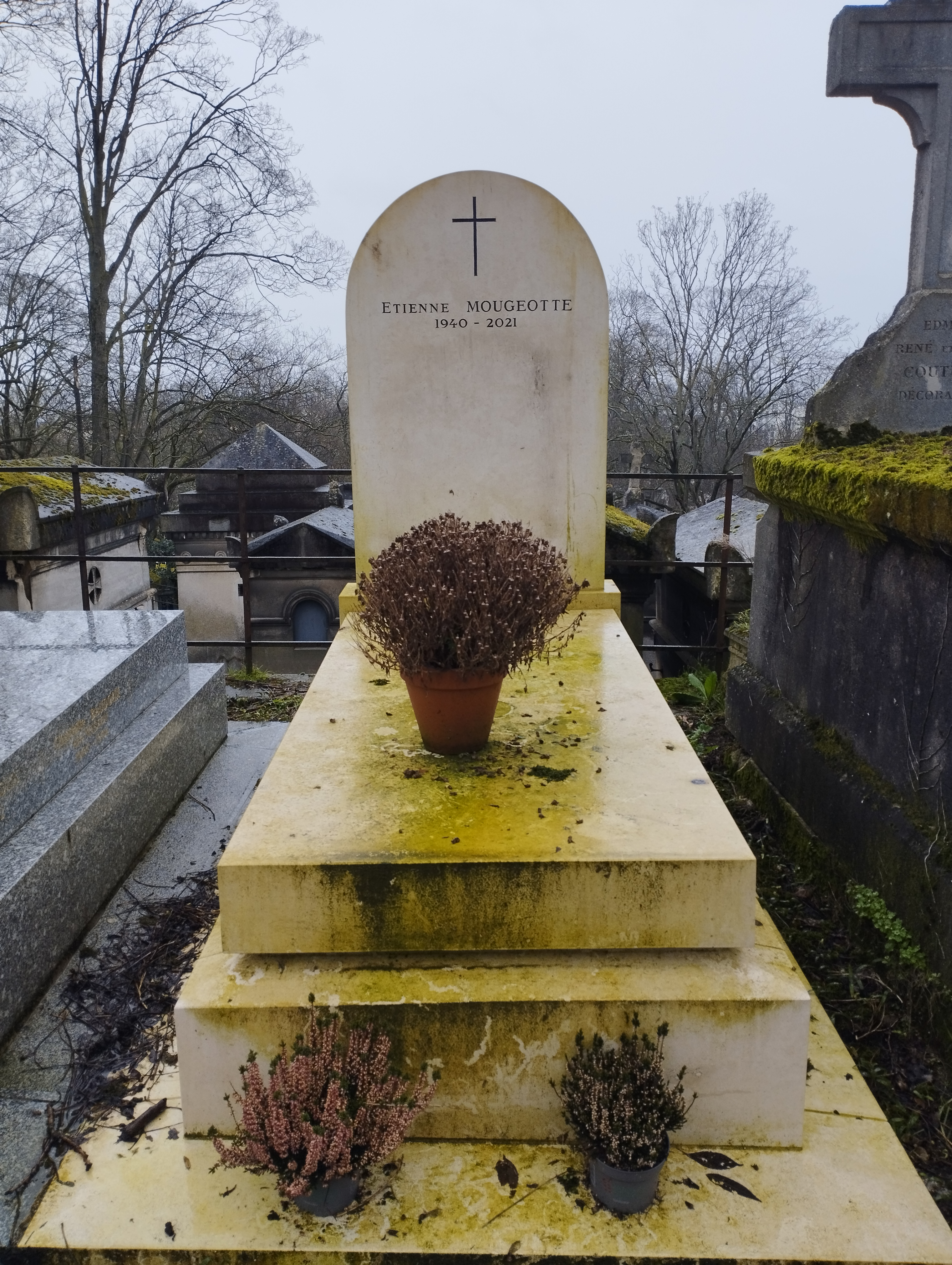
Tombe d'Étienne Mougeotte au cimetière du Père-Lachaise (division 56).

Étienne Mougeotte meurt le 7 octobre 2021 dans le 15e arrondissement de Paris, des suites d'un cancer des amygdales. Ses obsèques sont célébrées le 13 octobre au matin, à l'église Saint-François-Xavier de Paris,.
Après avoir un temps reposé dans un caveau provisoire, il est transféré en bordure de la 56e division du cimetière du Père-Lachaise à Paris 20e.

## Distinctions
- Commandeur de la Légion d'honneur (2006)
- Commandeur de l'ordre national du Mérite (2003)[24]
  - Officier le 29 septembre 1993[24]

## Publication
- Pouvoirs, Calmann-Lévy, 2021[25]